# Нечуй-Левицький Іван Семенович
Іва́н Семе́нович Нечу́й-Леви́цький (справжнє прізвище — Леви́цький, 13 [25] листопада 1838, Стеблів, Богуславський повіт, Київська губернія, Російська імперія — 2 квітня 1918, Київ, Київська губернія, УНР) — український письменник, лінгвіст, етнограф, фольклорист, педагог.

## Життєпис

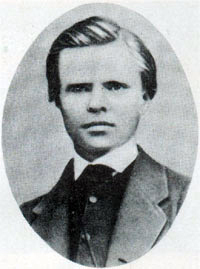
Іван Левицький

Народився 13 (25) листопада 1838 року в сім'ї сільського священника в Стеблеві, нині селище міського типу Корсунь-Шевченківського району Черкаської області, Україна. Батько його, Семен Степанович, був освіченою людиною прогресивних поглядів, мав велику домашню книгозбірню і на власні кошти влаштував школу для селян, в якій його син і навчився читати й писати. Змалку І. Левицький познайомився з історією України з книжок у батьківській бібліотеці. На сьомому році життя хлопця віддали в науку до дяка, який вчителював у духовному училищі при Богуславському монастирі. Там опанував латинську, грецьку та церковнослов'янську мови. Незважаючи на сувору дисципліну, покарання й схоластичні методи викладання, Левицький навчався успішно й після училища в чотирнадцятилітньому віці вступив до Київської духовної семінарії, де навчався з 1853 до 1859 року. В семінарії захоплювався творами Т. Шевченка, О. Пушкіна та М. Гоголя.

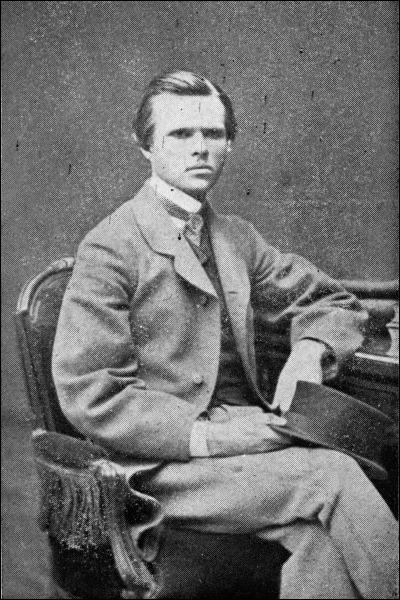
Іван Левицький під час навчання в Київській духовній академії (1861—1865)

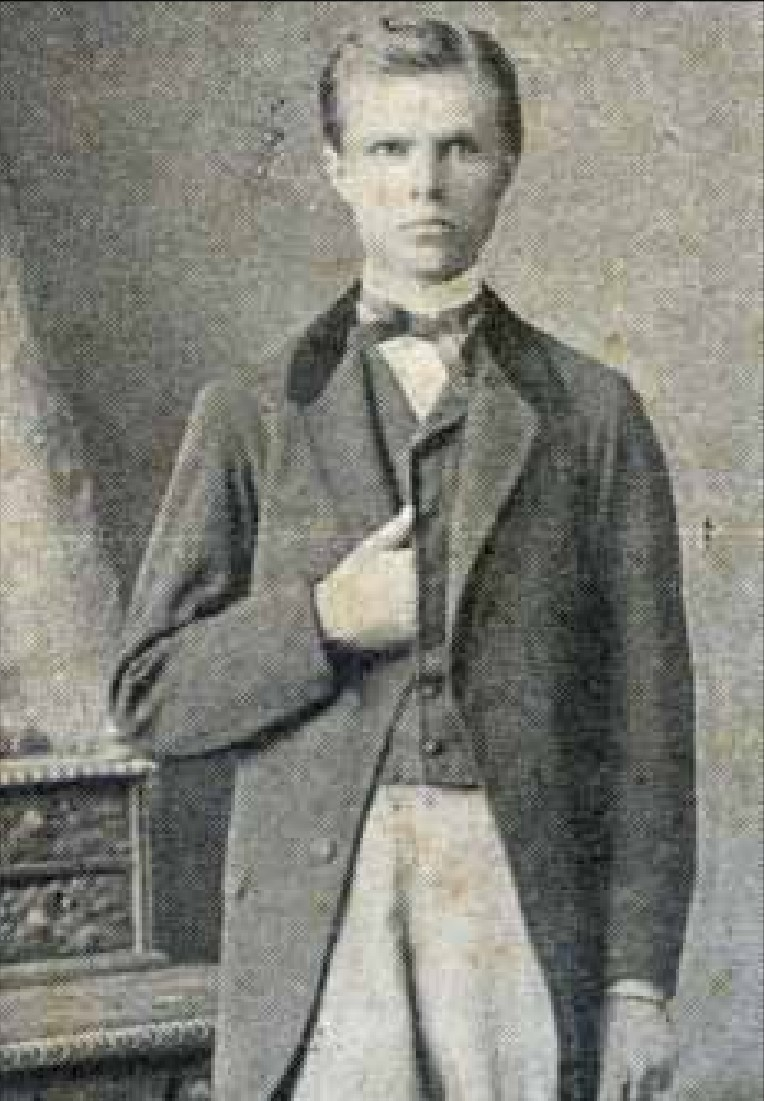
Іван Нечуй-Левицький, бл. 1869 р.

1859 році закінчивши семінарію, І. Левицький рік хворів, а потім деякий час працював у Богуславському духовному училищі викладачем церковнослов'янської мови, арифметики та географії.

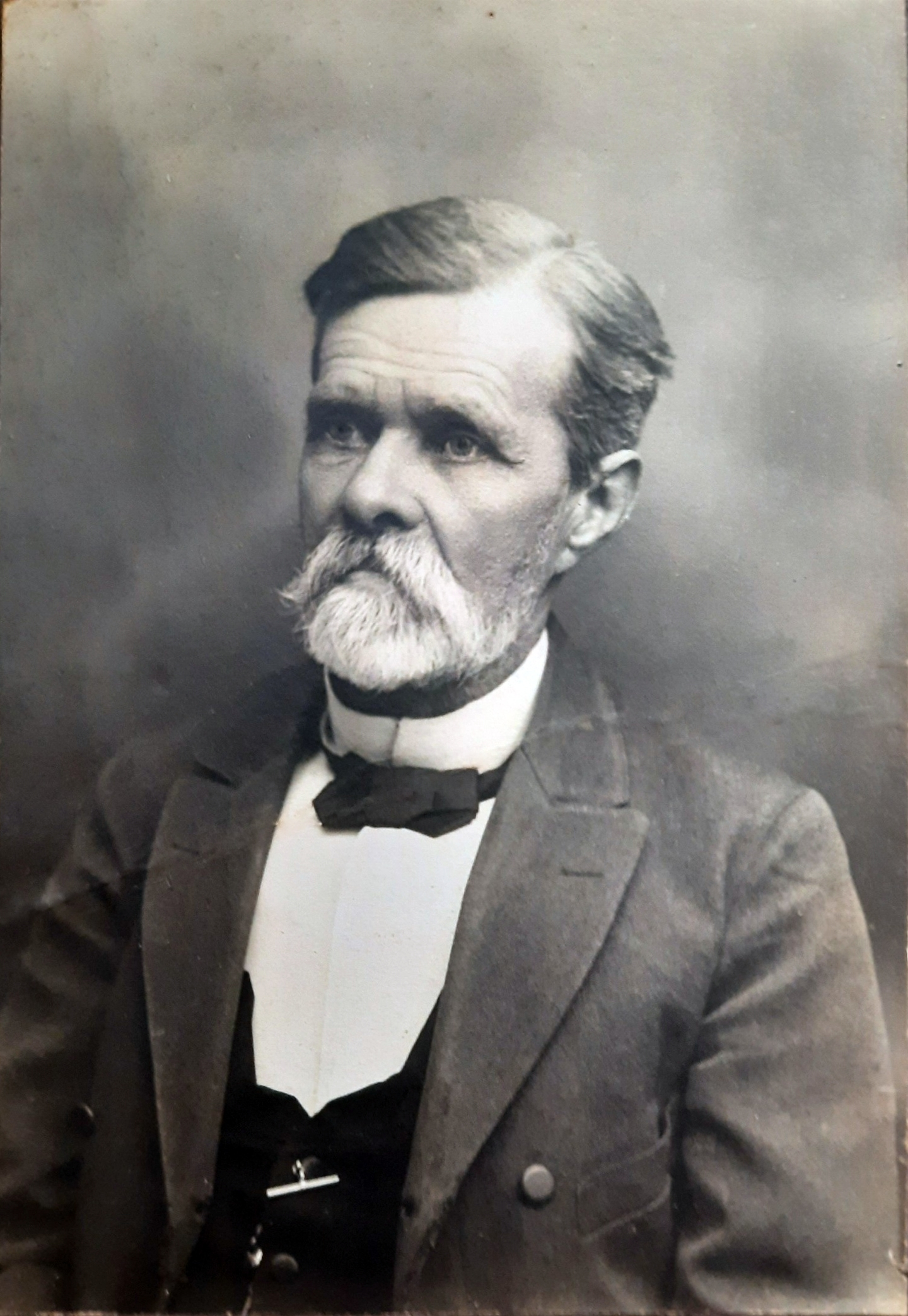
Іван Нечуй-Левицький, 1912 р.

У 1861 році Левицький вступає до Київської духовної академії. Не задовольняючись рівнем освіти в академії, вдосконалює свої знання самотужки: вивчає французьку й німецьку мови, читає твори української та російської класики, європейських письменників Данте, Сервантеса, Лесажа та ін., цікавиться творами прогресивних філософів того часу.
В 1865 році І. Левицький закінчує академію із званням магістра, але відмовляється від духовної кар'єри й викладає російську мову, літературу, історію та географію в Полтавській духовній семінарії (1865—1866) на посаді вчителя російської словесності .
Згодом він працював викладачем у Королівстві Польському, жіночих гімназіях Каліша (1866—1867) та Седлеця (1867—1872). У той час, після придушення Січневого повстання 1863 року, там повсюдно розгорнулася русифікація, особливо в закладах освіти. Таким чином, Левицький як викладач російської мови та літератури, мимоволі став русифікатором краю. Тому він попросився на інше місце служби. Спершу йому відмовляли, та Іван Левицький через скандал — єдиний у своїй службовій кар'єрі — все-таки наполіг і переїхав до Кишинева.
Одночасно з педагогічною діяльністю Іван Левицький починає писати. У 1860-х роках він написав комедію «Жизнь пропив, долю проспав» і повість «Наймит Яріш Джеря». Працюючи в Полтавській семінарії, він у 1865 році створює повість «Дві московки». Згодом з'явилися оповідання «Панас Круть» та велика стаття «Світогляд українського народу в прикладі до сьогочасності», що побачили світ у львівському журналі «Правда», оскільки через Валуєвський циркуляр 1863 року українська література на Наддніпрянщині була під забороною.
З 1873 працював у Кишинівській чоловічій гімназії викладачем російської словесності, де очолює гурток прогресивно настроєних учителів, які на таємних зібраннях обговорювали гострі національні та соціальні проблеми. У той час І. Левицький, який пропагував у Кишиневі українську літературу, потрапив під таємний нагляд жандармерії.
1874 року вийшов у світ роман «Хмари», а наступного року — драматичні твори «Маруся Богуславка», «На Кожум'яках» та оповідання «Благословіть бабі Палажці скоропостижно вмерти», «Запорожці».
Пізніше письменник створює такі шедеври української літератури, як «Микола Джеря» (1878), «Кайдашева сім'я» (1879), «Бурлачка» (1880), «Старосвітські батюшки та матушки» (1884).
1880 рік відвідує могилу Т. Г. Шевченка, пише про поета нарис.
1884 року виїжджає на лікування в Карпати. Пише оповідання «Чортяча спокуса».
1885 року йде у відставку й перебирається до Києва, де присвячує себе винятково літературній праці. У Києві він написав оповідання «Пропащі» (1888) та «Афонський пройдисвіт» (1890), казку «Скривджені» (1892), повість «Поміж ворогами» (1893).
На початку століття письменник звертається до малих форм прози, пише здебільшого статті, нариси, зокрема статті «Сорок п'яті роковини смерті Тараса Шевченка» (1906) та «Українська поезія».

Надгробок Івана Нечуя-Левицького з неправильно зазначеною датою смерті на Байковому кладовищі в Києві

До кінця життя Іван Левицький жив майже у злиднях, у маленькій квартирі на Пушкінській вулиці, лише влітку виїздив до родичів у село або в Білу Церкву. До останніх сил працював, щоб завершити літературні праці.
Початок революції 1917 року пройшов повз нього. Він «стояв осторонь від політичного руху, мало розбирався в питаннях програмових; його тиха, лагідна вдача чужа була гострим бойовим гаслом, він створений був для художньої обсервації життя й тихої кабінетної праці», — писала про нього Марія Грінченко.
На той час письменник перебував у матеріальній скруті. За ініціативи Марії Загірньої (Грінченко) українська громада Києва зібрала кошти. Чимало долучився Сергій Єфремов. У другій половині 1917 року черкаське видавництво «Сіяч» перевидало шістнадцять творів Івана Нечуя-Левицького. Це трохи покращило фінансовий стан письменника. Однак гонорар був одноразовим, а не стабільним фінансовими надходженнями.
Приблизно наприкінці 1917 року Нечуй-Левицький упав і зламав ногу. Родина перевезла його до лікарні поблизу Софійського собору. Це сталось якраз перед приходом більшовиків до Києва. Шпиталь мав бути ліквідований, а тому невдовзі Івана Нечуя-Левицького перевели до Дегтярівських богоугодних закладів.
30 березня Центральна Рада постановила призначити Нечую-Левицькому персональну пенсію — за кілька днів до його смерті.
Останні дні провів у Дегтярівській богадільні, у так званому «шпиталі для одиноких людей», де й помер без догляду 2 квітня 1918 року. Поховано його на Байковому кладовищі. Панахиду служили у Софійському соборі 4 квітня 1918 року о першій годині дня.

## Погляди на розвиток української мови та літератури

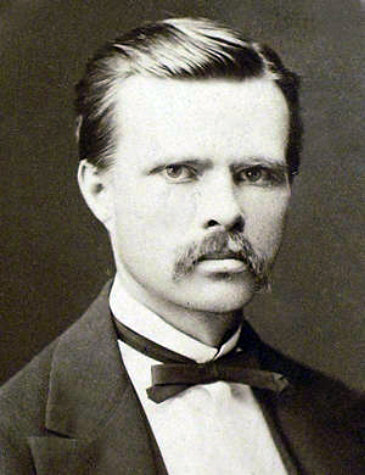
Іван Нечуй-Левицький, 1870-ті

Маючи м'яку вдачу, Іван Нечуй-Левицький показував твердість та категоричність, коли йшлося про святі для нього речі. Ще в Кишиневі він написав працю «Про непотрібність великоруської літератури для України та Слов'янщини». У ній ішлося про те, що російська література потрібна для Росії, а українцям потрібна власна література. Гріх української інтелігенції, на думку Левицького, полягав саме у тому, що вона виховалася на російській літературі, яка підмінила власну.
Він також був категоричним щодо правопису: «Писати треба так, як люди говорять!». Тому не терпів літеру «ї», писав не «їх», а «йіх» і т. ін. У заповітах вимагав, щоб так його друкували «на віки вічні». Правописні нововведення вважав «галицькою змовою». Нагадував інквізитора, готового спалити й власні книжки, якщо там буде «єресь»: «Хай краще згорять, ніж з отаким правописом!».
Він добре знав живу народну мову. Помічав русизми, полонізми й будь-які іншомовні впливи й уникав їх. Наприклад: вираз «старанно уникав» вважав польським: «Я сказав би: падковито одмикував — це чисто народний київський вираз». Казав не «негативне», а «одкидне», не «позитивне», а «покладне».

## Творчість

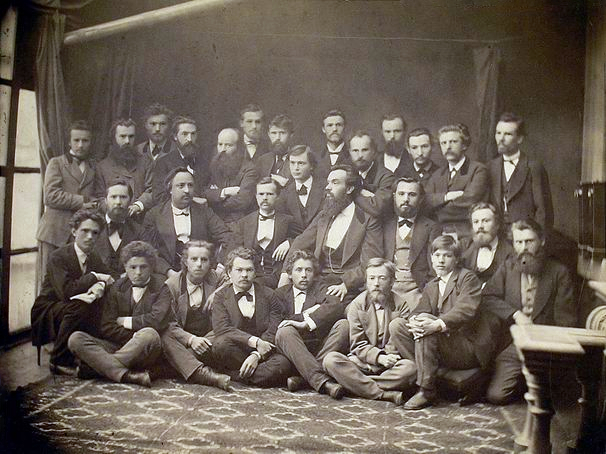
Київська «стара» громада разом зі студентською, 1874 р. Зліва направо: перший ряд: невідомо, Комарецький, невідомий представник студентської громади, Олександр Русів (скарбник), Іродіон Житецький, Волянський, Трохим Біленький, Михайло Левченко;
другий ряд: Микола Лисенко, Павло Чубинський, Іван Нечуй-Левицький, Михайло Старицький, Орест Левицький (делегат студентів при старій громаді), Діаконенко;
третій ряд: Фаворський, Михайло Драгоманів, Петро Косач (?), Білоусів, Микола Ковалевський, Пащенко, Хведір Вовк, Володимир Антонович, Микола Вербицький, Вільям Беренштам, невідомо, невідомо, Павло Житецький, невідомо.

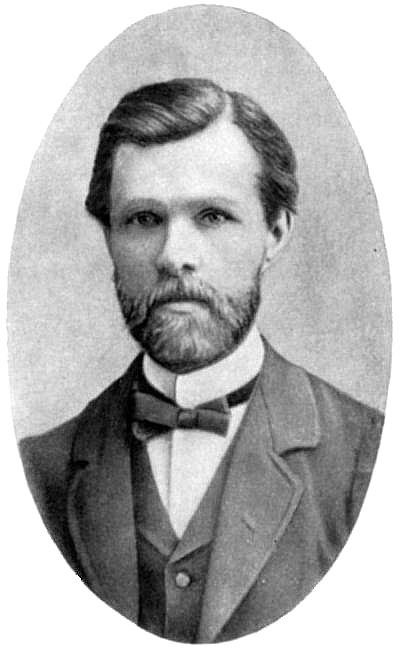
Іван Нечуй-Левицький, 1892 р.

Друкуватися почав 1866 року («Дві московки»).
1869 році видає оповідання «Рибалка Панас Круть», подорожує по Швейцарії.
Автор антикріпосницької повісті «Микола Джеря» (1876 року), повістей: «Бурлачка» (1878 року) — про життя заробітчан, «Хмари» (1874 року), «Над Чорним морем» (1891 року) — про діяльність української інтелігенції.
Нечую-Левицькому належать гумористично-сатиричні твори «Кайдашева сім'я» (1879 року), «Старосвітські батюшки та матушки» (1881 року), «Афонський пройдисвіт» (1890 року).
Виступав і як драматург (комедія «На кожум'яках», історична драма «Маруся Богуславка», «В диму та в полум'ї» (1875 року) тощо), етнограф-фольклорист («Світогляд українського народу від давнини до сучасності» (1868–1871 рр.), «Українські гумористи й штукарі» (1890 року) та лінгвіст («Сьогочасна часописна мова в Україні» (1907 року); «Граматика української мови» в 2-х ч. (1914 року) тощо).
Увійшов в історію української літератури як видатний майстер художньої прози. Створивши ряд високохудожніх соціально-побутових оповідань та повістей, зобразивши в них тяжке життя українського народу другої половини XIX століття, показавши життя селянства й заробітчан, злиднями гнаних з рідних осель на фабрики та рибні промисли, І. Нечуй-Левицький увів в українську літературу нові теми й мотиви, змалював їх яскравими художніми засобами. На відміну від своїх попередників — Квітки-Основ'яненка та Марка Вовчка, він докладніше розробляв характери, повніше висвітлював соціальний побут, показував своїх героїв у гострих зіткненнях з соціальними умовами. У пореформений час ускладнювалися суспільні взаємини, виникали нові конфлікти між основними верствами населення. Розвиток капіталізму, пролетаризація селянства, яке заповнювало міста, зумовлювали появу нового типу спролетаризованого селянина та нові суспільні умови його життя в місті. Одне слово, нові умови вимагали появи нових видів і жанрів, які б могли глибше й достеменніше охопити усю складність і розмаїття проявів тогочасного життя.
Івана Нечуя-Левицького покликали до письменницької праці муза Шевченка, романи Тургенєва, повісті Гоголя та статті Писарєва. Надто ж поезія Шевченка, з якою він уперше познайомився в журналі «Основа» 1861 року і для якого вперше почав писати оповідання. Але журнал незабаром перестав виходити, і його задум залишився нездійсненим. У цьому невиданому оповіданні він вустами свого героя заявив: «Буду писати вірші, складу віршами книгу, таку, як „Катерина“… Напишу про діда Хтодося… про нещасних, прибитих долею… Про них! Про них!» Це була програма, над якою він працював ціле своє життя. Суспільно-політичні погляди та естетичні смаки Нечуя-Левицького формувалися у 60–70-х роках, в умовах жорстокої реакції і національного гноблення, коли діяв Валуєвський циркуляр про заборону українського слова. Водночас у ті часи інтенсивно розвивався капіталізм, виникають нові суспільно-економічні відносини і суперечності. Реформа 1861 року, формально скасувавши кріпацтво, не полегшила життя селянства, яке страждало від орендарів, промисловців, посесорів. Щоб прогодувати сім'ї, тисячі людей мандрують Росією в пошуках заробітків, скрізь стикаючись зі свавіллям чиновників та промисловців, нової буржуазії, яка, так само як і поміщики, гнітила народ.
У роки навчання в духовній семінарії І. Нечуй-Левицький у полеміках із студентами виробляв свої стійкі національні погляди на розвиток української нації та культури. Царський уряд устами Валуєва проголосив, що «ніякої особливої малоросійської мови не було, немає і бути не може». Здійснювалися широкі заходи з русифікації населення, заборони книжок та навчання рідною мовою, заборонялася діяльність українських культурних товариств. Нечуй-Левицький, не маючи змоги друкувати свої твори українською мовою на Наддніпрянщині, скориставшись допомогою П. Куліша, публікує у львівському журналі «Правда» статтю «Сьогочасне літературне спрямування» (1878), у якій гостро виступив проти шовіністичної політики російського уряду та деяких російських письменників. Пізніше, 1891 року, у статті «Українство на літературних позвах з Московщиною» він зі ще більшою гостротою висловив протест проти гноблення українського народу царизмом.
1896—1897 рр. написаний історичний роман «Князь Єремія Вишневецький» (вперше надрукований у Харкові 1932 р.) Надруковано повість «Не той став», оповідання «Старі гультяї».
Естетичні погляди І. Нечуя-Левицького, окрім творів красного письменства, формувалися під відчутним впливом народної творчості. І. Франко вважав письменника найвиразнішим представником реалістичної школи. У статті «Сьогочасне літературне спрямування» основними принципами української літератури Нечуй-Левицький проголошує «реальність, народність та національність». Як реаліст він орієнтувався на осмислення високих життєвих ідеалів і краси життя. Він виступав проти натуралізму, вимагав не копіювати, а узагальнювати явища життя, надихати їх художньою правдою. Письменник орієнтувався на свого вчителя Т. Шевченка, який, поклавши в основу своєї творчості народну пісню, «зумів повести народний епос в щиро народному дусі».
Сергій Єфремов, аналізуючи творчість Івана Нечуя-Левицького, звернув увагу на цікавий факт — у тій же-таки праці 1878 року він дає високу оцінку французькому письменнику Емілю Золя, відзначає надзвичайну «народність» його мови та творів, критиковану тогочасною французькою критикою. Однак російські переклади творів Золя з'явилися дещо пізніше, та й власне французька та світова критика лише пізніше звернула увагу на високу художню вартість творчості письменника. Отож, звернув увагу Сергій Єфремов, Нечуй-Левицький вперше у світовій критиці дає високу оцінку творчості французького письменника. Це також вказує на високу освіченість самого Нечуя-Левицького, який опановував твори Золя у оригіналі.
Свої погляди на народну творчість Нечуй-Левицький виклав у праці «Світогляд українського народу від давнини до сучасності» (1868), яка й нині є корисним дослідженням у галузі української міфології. В ній письменник аналізує перекази, приказки, вірші, в яких відбито соціальні конфлікти й суперечності в гущі українського народу. Добре знаючи закулісні сторони церковного життя, він гостро критикує в цій праці вияви відступу від християнської моралі та благочестя в середовищі священнослужителів. За півстоліття творчої діяльності І. Нечуй-Левицький написав понад п'ятдесят високохудожніх романів, повістей, оповідань, п'єс, казок, нарисів, гуморесок, літературно-критичних статей. Його повісті «Причепа», «Гориславська ніч», «Дві московки», «Хмари», як згадував І. Франко, «читала вся Мала Русь з великою вподобою». А повісті «Кайдашева сім'я» та «Микола Джеря» й нині залишаються серед найкращих творінь української літератури.
1903 р. написані повісті «Неоднаковими стежками», «На гастролях в Микитянах», оповідання «Гастролі».
1906 р. пише сткаттю «Українська поезія», оповідання «київські прохачі», нарис «На Дпіпрі» та інші.
1908 р. написані оповідання «Біда бабі Парасці Гришисі», «Біда бабі Палажці Солов'їсі» (надруковані 1909 р.).
«Українська жизнь, — писав Нечуй-Левицький, — то непочатий рудник, що лежить десь під землею, хоч за його вже брались і такі високі таланти, як Шевченко; то безконечний матеріал, що тільки ще жде робітників, цілих шкіл робітників на літературному полі». Розквіт творчості письменника припадає на другу половину 70-х — початок 80-х років, коли вийшли його оповіді з народного життя «Микола Джеря», «Бурлачка», «Кайдашева сім'я», «Не можна бабі Парасці вдержатись на селі», «Благословіть бабі Палажці скоропостижно вмерти». У цих справжніх літературних перлинах письменник виявив велику майстерність у змалюванні народних характерів.
1910—1914 рр. оповідання «Вольне кохання», «Телеграма до Грицька Бинди», нариси «Сільська старшина бенкетує», «Апокапсична картина в Києві», «Мар'яна Погребнячка й Бейлдіс», «Уривки з моїх мемуарів і згадок».
Своєрідною рисою стилю Нечуя-Левицького є тонке поєднання реалістичної конкретності описів, великої уваги до деталей портретів та особистісних характеристик, побуту, обставин праці, особливостей мови та поведінки персонажів з живописною образністю, емоційністю, тяжінням до яскравих епітетів. Усе це разом ставить твори українського прозаїка в один ряд з творами найкращих тогочасних західноєвропейських і російських письменників і виводить українське письменство за межі побутовизму та етнографізму минулої, дошевченківської доби. Однією з питомих рис творчого стилю письменника є його тонкий гумор у так званих антиклерикальних творах. У них, особливо в «Афонському пройдисвіті», він виявляє близькість своїх поглядів до гоголівських, до естетики української байки Григорія Сковороди та Євгена Гребінки. Його сміх і сатира зумовлені життєвими конфліктами й ніколи не мали на меті образу гідності людини, а навпаки, вселяли оптимізм і надію на краще життя.

## Відгуки
|                                             | …се переважно буденна мова українського простолюддя, проста, без сліду афектації, але проте багата, колоритна і повна тої природної грації, якою вона визначається в устах людей з багатим життєвим змістом. З огляду на високоартистичне змалювання селянського життя і добру композицію повість належить до найкращих оздоб українського письменства. |
| — Іван Франко про повість «Кайдашева сім'я» | |

## Особисте життя та характер

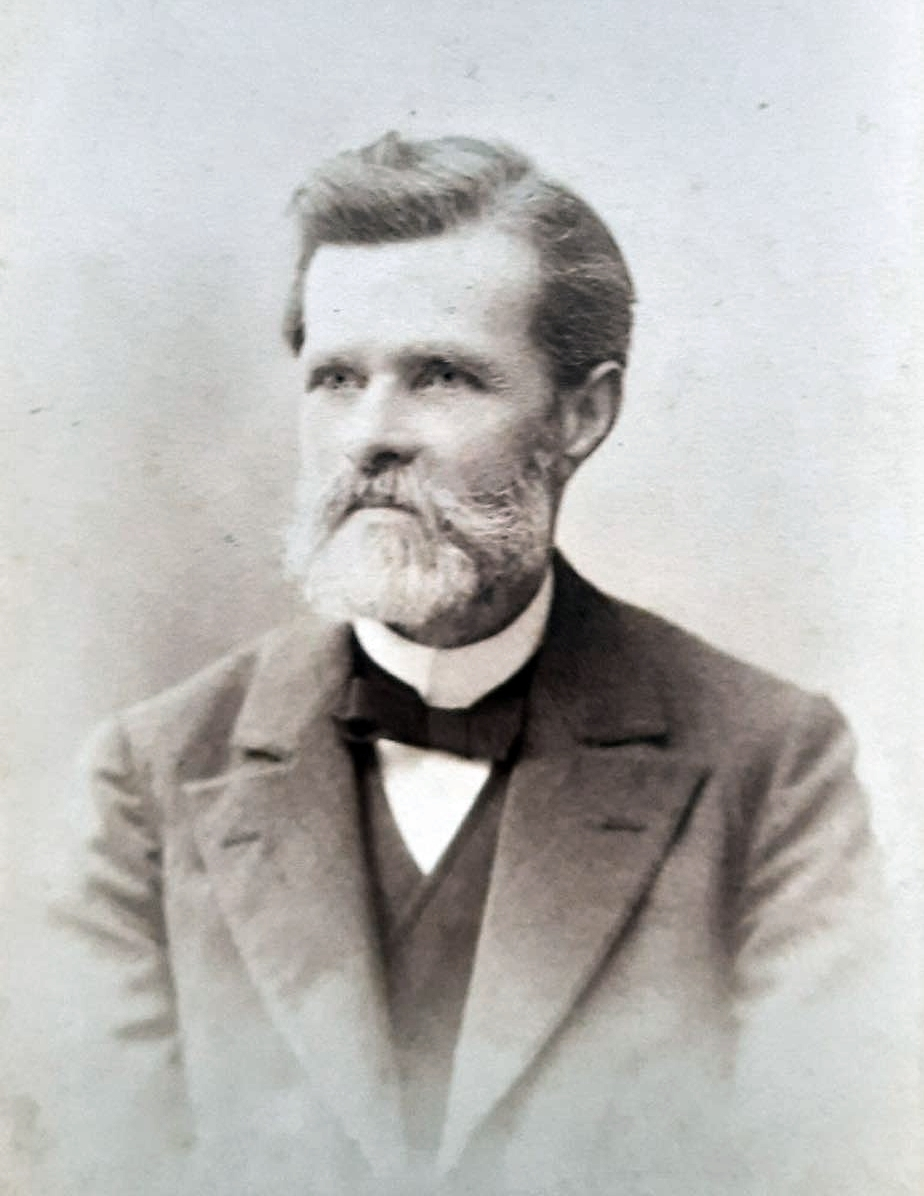
Іван Нечуй-Левицький у 1897 р. Київ

Батько Івана Нечуя-Левицького — Семен Степанович Левицький (нар. 1814) був православним священником, як і його предки по батьковій лінії. Семен Левицький був суворий і темпераментний, проповідник і просвітитель, шанував козаччину й Шевченка. Мати, Ганна Лук'янівна, до шлюбу Трезвинська, була неписьменна, але чутливої душі. Вона часто не могла дослухати до кінця житія якогось святого й починала плакати, а малий Іван разом з нею. Коли Івану йшов 13-й рік, мати померла. Вона двічі народжувала двійню і це підірвало її здоров'я.
Сам Іван Нечуй-Левицький ніколи не був одружений, мав реноме відлюдника.
У Києві Іван Нечуй-Левицький проживав у флігелі на вулиці Новоєлизаветинській (тепер Євгена Чикаленка, 19). У дворі був садок, невеликий ставок і пасіка. Тут він прожив до 1909 року, коли дім знесли.
Нечуй-Левицький мав низку дивацтв, наприклад, завжди ходив з парасолькою. Він був надзвичайно пунктуальним. Щодня, у визначений час, ішов гуляти одним й тим самим маршрутом: до Володимирської вулиці, потім до фунікулера й назад Хрещатиком додому, завжди під парасолькою. Спати лягав рівно о десятій, навіть із власного ювілею пішов спати, не дослухавши вітальних промов.
Іван Нечуй-Левицький зовсім не вживав спиртного. Дуже не любив суперечок: після того як доводилося з кимось посваритися, хворів по два тижні.
Про нього в Києві ходили анекдоти: що журнали читав не регулярно, а весь комплект наприкінці року, і потім переказував усім старі новини з тих журналів.
1927 року письменник Валер'ян Підмогильний спробував дослідити особистість Нечуя-Левицького за допомогою фройдівського психоаналізу. За його версією, оскільки Нечуй-Левицький любив квіти, то відповідно мав несвідомий сексуальний потяг до матері, а батька боявся. Тому він начебто обрав собі псевдонім «Нечуй», щоб отець Семен не чув про сина-письменника.
Іван Нечуй-Левицький любив:
Івану Нечую-Левицькому у школі вчитель музики прив'язав любов до музики і улюбленою мелодією стала Апасіоната Бетховена. Він дуже любив природу та дуже любив воду, річки, бо сам народився біля річки Рось і міг годинами сидіти біля річки і мріяти про щось, думати куди ця річка далі потече, йому просто подобалося дивитися на те, як вона перетікає.
Іван був дуже пунктуальною людиною, у нього був один графік на кожен день:
1. прокидається
2. снідає
3. працює над творами
4. обідає
5. йде пішки до Дніпра
6. кілька годин сидить біля річки
7. йде додому
8. працює над творами
9. вечеряє
10. лягає спати

Навіть на його вечері пам'яті, на який його було покликано, він сидів у елітній компанії і коли йому вже було треба йти додому і лягати спати, до речі лягав він о десятій годині, то він зібрався і пішов додому спати.

## Вшанування пам'яті

Меморіальна дошка в Києві, вул. Євгена Чикаленка, 19

Меморіальні дошки письменнику є також у Києві та Білій Церкві.
|                                                  |  |  |
| Ювілейна монета НБУ, присвячена Нечую-Левицькому |  |  |

На батьківщині письменника, у Стеблеві, 1968 року відкрито Літературно-меморіальний музей І. С. Нечуя-Левицького. При в'їзді до села з боку Корсуня встановлено знак «Стеблів — батьківщина Нечуя-Левицького» та меморіальні дошки на Спасо-Вознесенській церкві й на старих корпусах «суконки» та цукрового заводу, описаних у «Миколі Джері» та «Бурлачці». На вулиці Зарічній, де стояла хата, у якій народився Нечуй-Левицький, встановлена стела.
У 2012 році Верховна Рада України ухвалила спорудити пам'ятники Іванові Нечую-Левицькому в м. Києві та м. Черкасах з нагоди 175-річчя з дня його народження.
Українським фондом культури та київським Українським домом у 1993 році заснована Літературно-мистецька премія імені Івана Нечуя-Левицького.
Однойменну літературно-мистецьку премію 1991 року заснувала Білоцерківська міська рада.
Іменем письменника названо вулиці в Києві, Львові, Черкасах, Полтаві, Білій Церкві, Чернігові, Харкові, Тернополі та інших населених пунктах України. У місті Кривому Розі є проспект Івана Нечуй-Левицького.
25 листопада 2013 року Google випустив святковий Doodle на честь 175-ліття з дня народження Івана Нечуя-Левицького. Картинка зображає сцену з твору письменника «Кайдашева сім'я».
У 1994 році ім'я письменника присвоєно постановою Кабінету міністрів України Богуславському педагогічному училищу (нині Богуславський гуманітарний коледж імені І. С. Нечуя-Левицького).
6 листопада 2018 року на честь 180-річчя з дня народження Івана Нечуя-Левицького НБУ ввів в обіг ювілейну монету, присвячену письменникові.
25 листопада 2018 року на державному рівні в Україні відзначено пам'ятну дату — 180 років з дня народження Івана Нечуя-Левицького (1838—1918).
1993 року художній фільм «Кайдашева сім'я» створений кінооб'єднанням "консорціум «Козак», режисер Володимир Городько

### Сьогочасні інтерпретації
2020 «Спіймати Кайдаша» — український 12-серійний телесеріал. Його створила компанія «ПроКіно» для телеканалу СТБ. Сценаристка та виконавча продюсерка проєкту — Наталка Ворожбит. За основу сюжету телесеріалу взято повість Івана Нечуя-Левицького «Кайдашева сім'я».
У 2021 році Видавництвом ТуТ була видана містична мешап повість за мотивами твору Івана Нечуя-Левицького «Кайдашева Сім'я проти зомбі», автор експериментального тексту — Олексій Декань, український письменник-фантаст. Книга стала проривом на Comic Con Ukraine в 2021. Та потрапила до списків українських бестселерів 2022р. Отримала декілька перевидань, здобула чималу популярність серед молоді, і заохотила юних читачів ще більше читати українську класику. Мешап одразу вийшов у 2х альтернативних обкладинках, у авторському виконанні, та в оформленні художника Андрія Данковича, автора коміксу «МОР». У 2024му вижодить англомовне видання під назвою «Kaydash Family vs Zombie». В 2025му Видавниутво НК Богдан анонсує вихід продовження книги під назвою «Кайдашева сім’я проти упирів»

## Київські адреси письменника
- Київська духовна семінарія, вул. Костянтинівська, 5 (навчання, 1853–1861);
- Київська духовна академія, вул. Сковороди, 2 (навчання, 1861—1865);
- вул. Ярославів Вал, 31 (1885—1889, будинок не зберігся);
- вул. Пушкінська, 19 (тепер Євгена Чикаленка, 17, 1889—1910, флігель, будинок не зберігся);
- вул. Володимирська, 5 (тепер 7, 1910—1911);
- вул. Львівська (Січових Стрільців), 41 (1911—1917, будинок не зберігся);
- пров. Діонісівський (Бехтерєвський), 8 (1917 — березень 1918, будинок не зберігся);
- Дегтярівський притулок, вул. Дегтярівська, 19 (березень — квітень 1918).

## Основні твори
Романи
- Над Чорним морем (1890)[20]
- Гетьман Іван Виговський (1899)
- Князь Єремія Вишневецький (1897, опубл. 1932)[21]

Повісті
- Причепа (1869)
- Хмари (1874)
- Баба Параска та баба Палажка (1874—1875)
- Микола Джеря (1878)
- Кайдашева сім'я (1879)
- Бурлачка (1878)
- Старосвітські батюшки та матушки (1884)
- Неоднаковими стежками (1910)
- На гастролях в Микитянах (1911)

Інші
- Татари і Литва на Україні (1879)
- Українські гетьмани Іван Виговський та Юрій Хмельницький (1879)
- Граматика української мови в 2-х ч. (1914)

## Видання творів
Нижче подано перелік найпримітніших видань Нечуя-Левицького з 1950-х років. Детальнішу бібліографію письменника можна знайти в таких виданнях: І. С. Нечуй-Левицький: Рекомендований покажчик літератури. — Львів, 1968; І. С. Нечуй-Левицький: Бібліографічний покажчик. У кн.: Нечуй-Левицький І. С. Твори, т. 3. — Київ, 1988.
- Нечуй-Левицький Іван. Твори в чотирьох томах. — Київ: Державне вид-во художньої літератури, 1956.
- Нечуй-Левицький Іван. Зібрання творів у десяти томах. — Київ: Наукова думка, 1965—1968.тир.21 тис.
- Нечуй-Левицький Іван. Твори в двох томах. — Київ: Дніпро, 1977 / том 1, 520 с.; том 2. — 504 с.
- Народні пісні в записах І. Нечуя-Левицького. — Київ, 1985.
- Нечуй-Левицький Іван. Кайдашева сім'я. — Київ: Державне вид-во художньої літератури, 1964. — 198 с.
- Нечуй-Левицький Іван. Князь Єремія Вишневецький. Гетьман Іван Виговський. — Київ: Дніпро, 1991. — 511 с.
- Нечуй-Левицький Іван. Світогляд українського народу. — Київ: Обереги, 1992. — 88 с. — ISBN 5-8104-0008-6.
- Нечуй-Левицький Іван. Кайдашева сім'я. — Київ, 1994. — 162 с.
- Нечуй-Левицький Іван. Запорожці: Казка. — Київ, 1994.
- Нечуй-Левицький Іван. Баба Параска і баба Палажка: Оповідання. — Київ, 1996.
- Нечуй-Левицький Іван. Князь Єремія Вишневецький. Гетьман Іван Виговський. — Київ, 1991, 1996.
- Нечуй-Левицький Іван. Українство на літературних позвах з Московщиною: Культурологічні трактати. — Львів, 1998.
- Нечуй-Левицький Іван. Світогляд українського народу. Ескіз української міфології. — Київ: Обереги, 2003. — 139 с.
- Нечуй-Левицький І. Чортяча спокуса: оповідання / Іван Нечуй-Левіцький. — 3-тє вид. — Черкаси: Сіяч, 1918. — 53 с.
- Нечуй-Левицький І. Твори. Т. 9 / Іван Нечуй-Левицький ; за ред. Ю. Меженка. — Вид. 3-тє. — Харків ; Київ: Літ. і мистецтво, 1931. — 320 с.
- Нечуй-Левицький Ів. Вибрані твори: в 2-х т. Т. 2 / Ів. Нечуй-Левицький. — Київ: Держ. літ. вид-во, 1937. — 262 с.
- Нечуй-Левицький Ів. Вибрані твори / Ів. Нечуй-Левицький. — Харків: Держ. літ. вид-во, 1935. — 359 с.
- Нечуй-Левицький Ів. Вибрані твори / Ів. Нечуй-Левицький. — Харків: Держ. літ. вид-во, 1937. — 312 с.
- Нечуй-Левицький І. С. Твори / І. С. Нечуй-Левицький ; за ред. Ю. Меженка. — Вид. 3-тє. — Харків ; Київ: Літ. і мистецтво, 1931. — 312 с.
- Нечуй-Левицький І. С. Твори. Т. 10 / І. С. Нечуй-Левицький ; за ред. і з критич. розвідкою Ю. Меженка. — Харків ; Київ: Літ. і мистецтво, 1931. — 375 с.
- Нечуй-Левицький І. С. Твори І. С. Нечуя-Левицького. Т. 6 / за ред. і з критич. розвідкою Ю. Меженка. — Б. м. : Держ. вид-во України, 1928. — 494 с.
- Нечуй-Левицький І. Чорні хмари: повість / Іван Нечуй-Левицький. — Київ: Держ. літ. вид-во, 1941. — 369 с.
- Нечуй-Левицький І. Твори Івана Нечуя-Левіцького. Т. 1. — У Львові: З друк. Ставропіг. ін-та під управою Ю. Сидорака, 1920. — УШ, 543 с.
- Нечуй-Левицький І. Старосвітські батюшки та матушки: повість-хроніка / Іван Нечуй-Левіцький. — 5-те вид. — Черкаси: Кооператив. Вид. Т-во «Сіяч», 19–?. — 360 с.
- Нечуй-Левицький І. Твори. Т. 11 / І. Нечуй-Левицький ; за ред. і з критич. розвідкою Ю. Меженка. — Харків ; Київ ; Держ. вид-во України, 1931. — С. 3-306 с.
- Нечуй-Левицький І. Повісті і оповідання / І. С. Нечуй-Левицький. — Київ: Держ. літ. вид-во, 1939. — LXI, 3, 475 с. [Архівовано 26 червня 2018 у Wayback Machine.]
- Нечуй-Левицький І. Київські прохачі: оповідання / Иванъ Нечуй-Левицькый. — Київ: Изд. Е. П. Череповського, 1906. — 113 с., іл.
- Нечуй-Левицький І. Кайдашева сім'я: повість / Іван Нечуй-Левицький. — Повне вид. — Київ ; Ляйпціґ: Укр. накладня, 19–?. — 234 с.
- Нечуй-Левицький І. Запорожці: легенда / І. Нечуй-Левіцький. — Київ: Друк. Т-во «Криниця», 1917. — 32 с.
- Нечуй-Левицький І. Над Чорним морем / Иванъ Нечуй-Левицькый. — Київ: Изд. Е. П. Череповського, 1905. — 257 с.
- Нечуй-Левицький І. Граматика українського язика: для двох нижчих кл. гімназії та для двохклас. і трьохклас. нар. шк. Частка 1 : Етимологія / Івана Нечуя-Левіцького. — Київ: Друк. Другої Артілі, 1913. — 80 с. [Архівовано 24 червня 2018 у Wayback Machine.]
- Нечуй-Левицький І. Граматика української мови. Частка 2 : Синтаксис / Івана Нечуя-Левіцького. — Київ: Друк. І. І. Чоколова, 1914. — 94 с. [Архівовано 24 червня 2018 у Wayback Machine.]
- Нечуй-Левицький І. Вибрані твори / І. Нечуй-Левицький. — Вид. 2-ге. — Харків: Держ. вид-во України, 1930. — 209, 2 с. — (Дитяча бібліотека української літератури / за ред. О. Попова та В. Арнаутова). [Архівовано 24 червня 2018 у Wayback Machine.]
- Нечуй-Левицький І. Бурлачка / І. Нечуй-Левицький. — Київ: Сяйво, 19–?. — 282, 3 с. [Архівовано 24 червня 2018 у Wayback Machine.]
- Нечуй-Левицький І. Баба Параска та баба Палажка: оповідання / Іван Нечуй-Левицький. — Вид. 7-ме. — Київ: Вид-во Книгарні Є. Череповського, 1917. — 32 с.
- Нечуй-Левицький І. Вибрані твори / І. Нечуй-Левицький ; вибір і ст. С. Кирилюка. — Київ: Книгоспілка, 1929. — ХХУП, І, 188, 2, УШ, 2 с.
- Левицький-Нечуй І. Запорожці: оповідання: з передм. та поясненнями / Іван Левицький-Нечуй. — Львів: Спілкове вид. у Львові. — 40 с. — (Бібліотека «Літературних перлин» ; ч. 1).
- Левицький-Нечуй І. Не той став: повість / Іван Левицький-Нечуй ; у ред., з передм. та поясненнями д-ра І. Брика. — У Львові: Для шк. і дому, 1927. — 160 с.
- Казанівський В. Г. Пімста за кривду: драма в 5-ох діях, 6-ти відслонах зі співами і танцями: сюжет позичений у Ів. Нечуй-Левицького з повісти «Микола Джеря» / В. Г. Казанівський. — Вінніпег: З друк. «У. голосу», 1917. — 101 с.
- Нечуй-Левицький Іван. Запорожці / Іван Нечуй-Левицький. — Харків: Фоліо, 2007. — 317, 2 с. — (Українська класика). [Архівовано 12 серпня 2020 у Wayback Machine.]
- Нечуй-Левицький І. Чортяча спокуса: оповідання / Іван Нечуй-Левіцький. — 3-тє вид. — Черкаси: Сіяч, 1918. — 53 с. [Архівовано 3 серпня 2020 у Wayback Machine.]
- Нечуй-Левицький І. Попались: дит. Різдвяні сценки: (з рис. К. А.) / Іван Нечуй-Левицький. — Київ: Волошки, 1916. — 18 с. [Архівовано 22 вересня 2020 у Wayback Machine.]